# Argyrosticta eurysaces
Argyrosticta eurysaces là một loài bướm đêm trong họ Noctuidae.